# Sirmione
Sirmione is een gemeente in de Italiaanse provincie Brescia, in de regio Lombardije. Het historische centrum bevindt zich op het schiereiland van Sirmione in het Gardameer.
Deze toeristische trekpleister is gebouwd rond het kasteel (Castello) Rocca Scaligera, een voorbeeld van 15de-eeuwse Italiaanse bouwkunst. Op de uiterste noordpunt van het schiereiland liggen de Grotte di Catullo. Op dit terrein staan nog enkele Romeinse huizen die worden geflankeerd door zuilengangen. Er zijn verder een bad en zwembad te vinden.  
Het stadje heeft ook een kleine haven, waar talloze kleine, veelkleurige sloepjes aangemeerd liggen waarmee men een tochtje op het Gardameer kan maken. Er is één hoofdstraat die leidt naar het hoogste punt van Sirmione, vanwaar men het Gardameer kan aanschouwen. In het oostelijke deel van Sirmione loopt een pad dat langs borrelende zwavelbronnen voert. Het warme water komt van onder het meer naar boven en heeft geneeskrachtige werking.
In Sirmione bevinden twee kuurinstellingen, een bevindt zich bij Le Grotte di Catullo op het puntje van het schiereiland, de andere op het vasteland. Er zijn veel hotels waarvan enkele het zwavelrijke water oppompen voor hun gasten. 
In het hoogseizoen komen veel toeristen de plaats bezoeken waardoor het erg druk kan zijn.

## Catullus' lofzang op Sirmio(ne)
De Romeinse lyrische dichter Catullus, die leefde van ca. 87 tot ca. 54 v. Chr., bezingt in een van zijn carmina (31) het liefelijke Sirmio:
| Carmen 30                                   | Nederlandse vertaling                                                                                            |
| ------------------------------------------- | --- |
| Paene insularum, Sirmio, insularumque       | Sirmio, oogappel van schiereilanden en eilanden,                                                                 |
| ocelle, quascumque in liquentibus stagnis   | welke ook maar beide Neptunussen in heldere wateren                                                              |
| marique vasto fert uterque Neptunus,        | en de onmetelijke zee draagt (Neptunus wordt voorgesteld als 'drager' van (schier)eilanden),                     |
| quam te libenter quamque laetus inviso,     | hoe graag en hoe verheugd ik je bezoek,                                                                          |
| vix mi ipse credens Thuniam atque Bithunos  | nauwelijks mezelf gelovend, dat ik Thynië (noorden van Bithynië)                                                 |
| liquisse campos et videre te in tuto.       | en de Bythinische velden (huidige noordwesten van Turkije) heb achtergelaten en jou in veiligheid aantref.       |
| o quid solutis est beatius curis,           | O, wat is er gelukkiger dan het bevrijd zijn van zorgen,                                                         |
| cum mens onus reponit, ac peregrino         | wanneer de geest zijn werk neerlegt, en wij,                                                                     |
| labore fessi venimus larem ad nostrum,      | vermoeid door werk in het buitenland (in Bithynië), naar ons huis en haard komen,                                |
| desideratoque acquiescimus lecto?           | en wij rusten op een bed dat we zozeer verlangen?                                                                |
| hoc est quod unum est pro laboribus tantis. | Dit is wat er als enige is voor zo grote inspanningen.                                                           |
| salve, o venusta Sirmio, atque ero gaude    | Gegroet, o liefelijk Sirmio, en wees verheugd, omdat uw heer (Catullus zelf)                                     |
| gaudente, vosque, o Lydiae lacus undae,     | verheugd is, en jullie, O Lydische golven (de inwoners van Sirmio zouden uit Lydië afkomstig zijn) van het meer, |
| ridete quidquid est domi cachinnorum.       | lach al wat er thuis aan schaterlachen is.                                                                       |

## Afbeeldingen

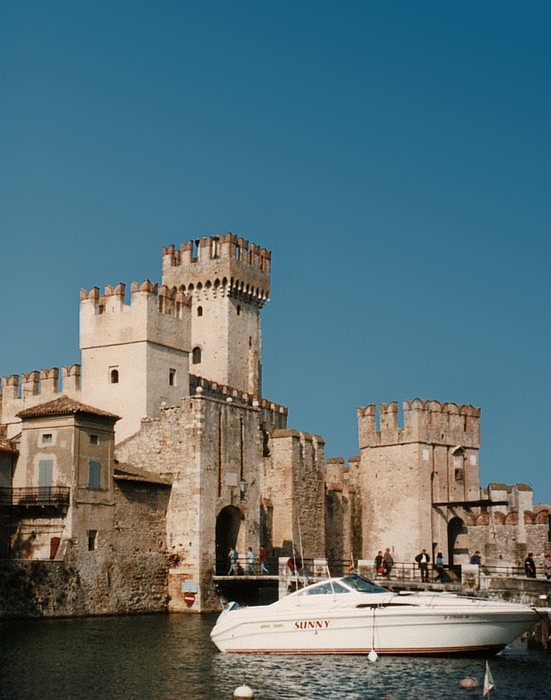
Rocca Scaligera
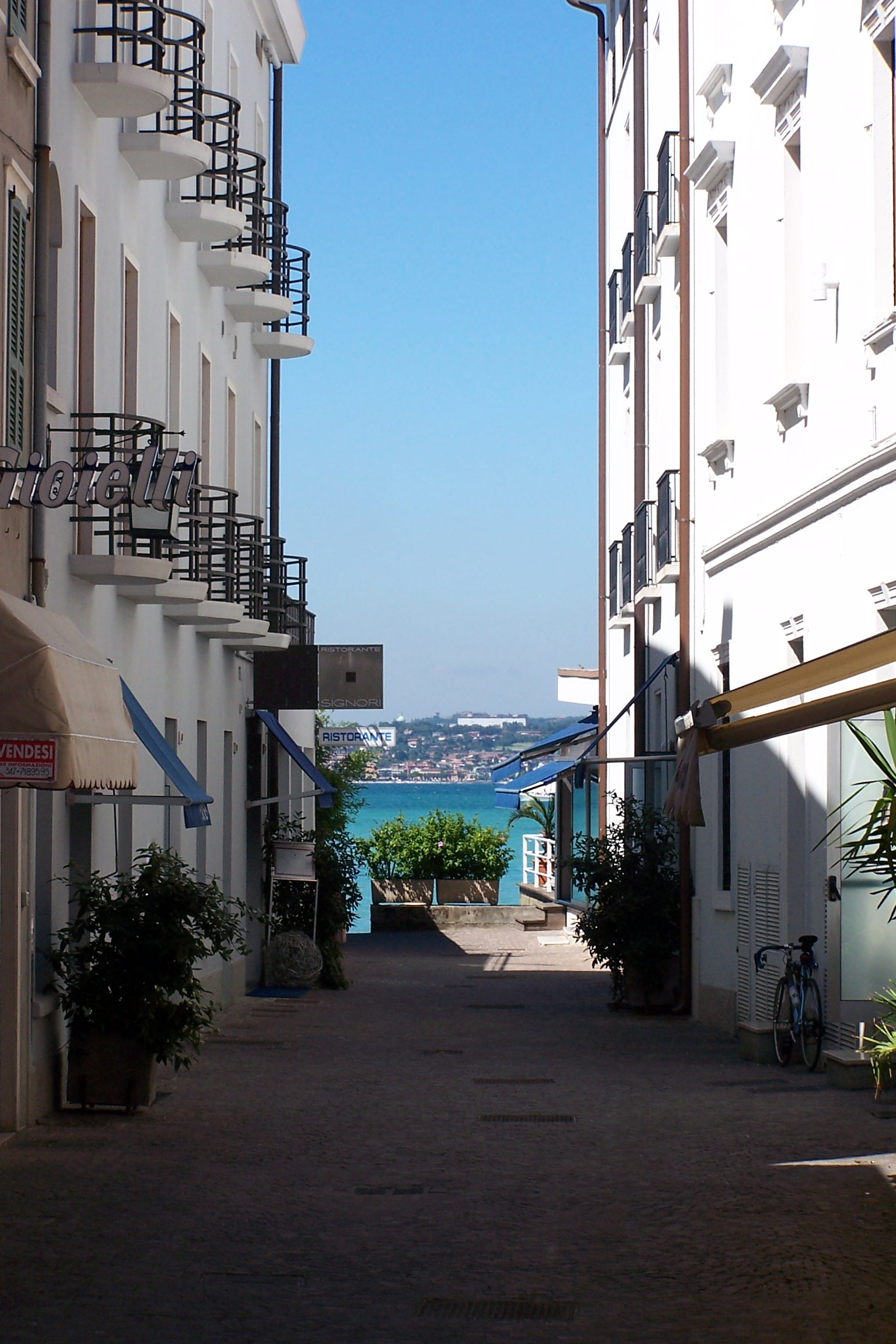
een straat in Sirmione
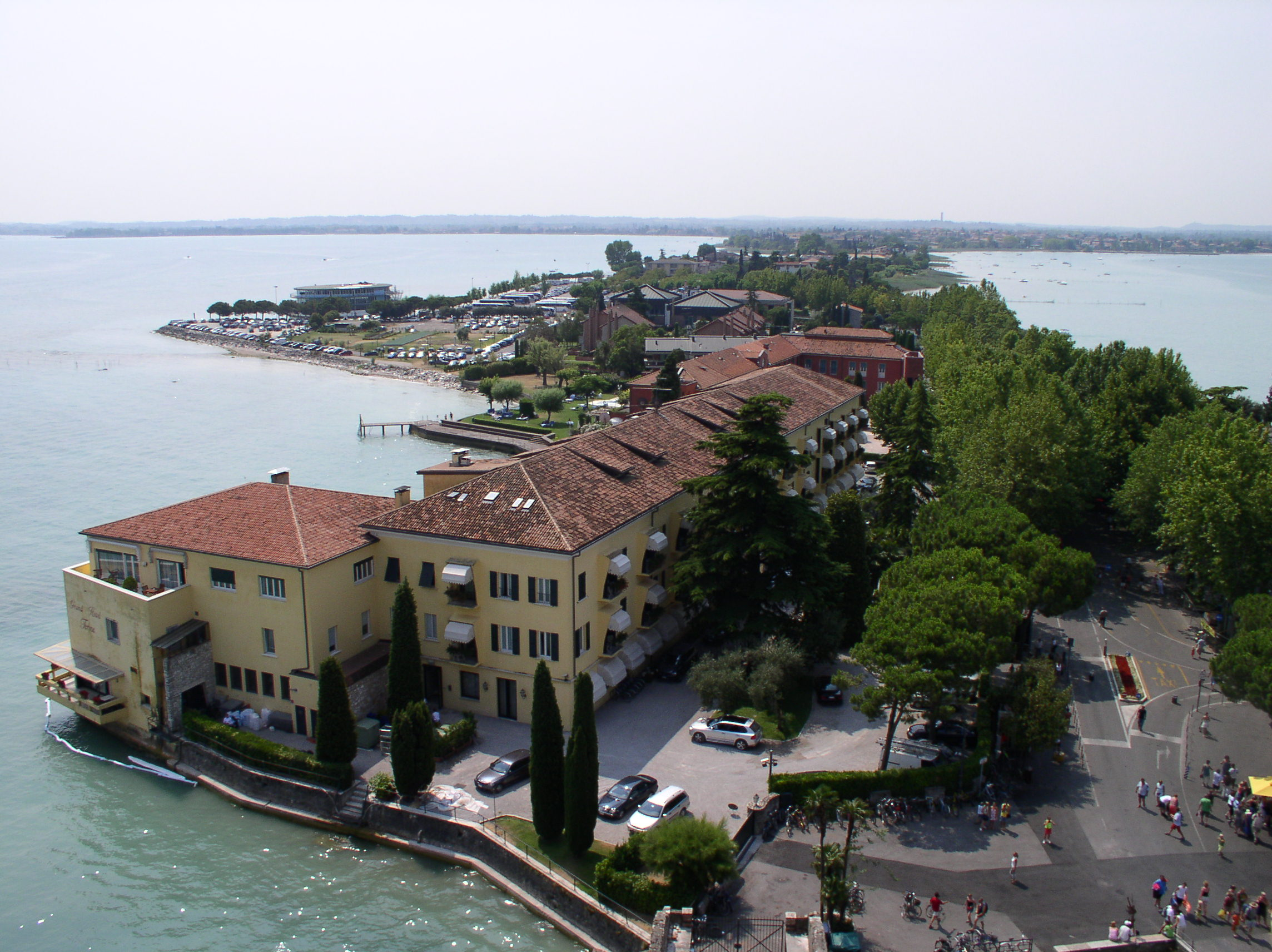
smalle landtong van schiereiland